# 水污染控制工程

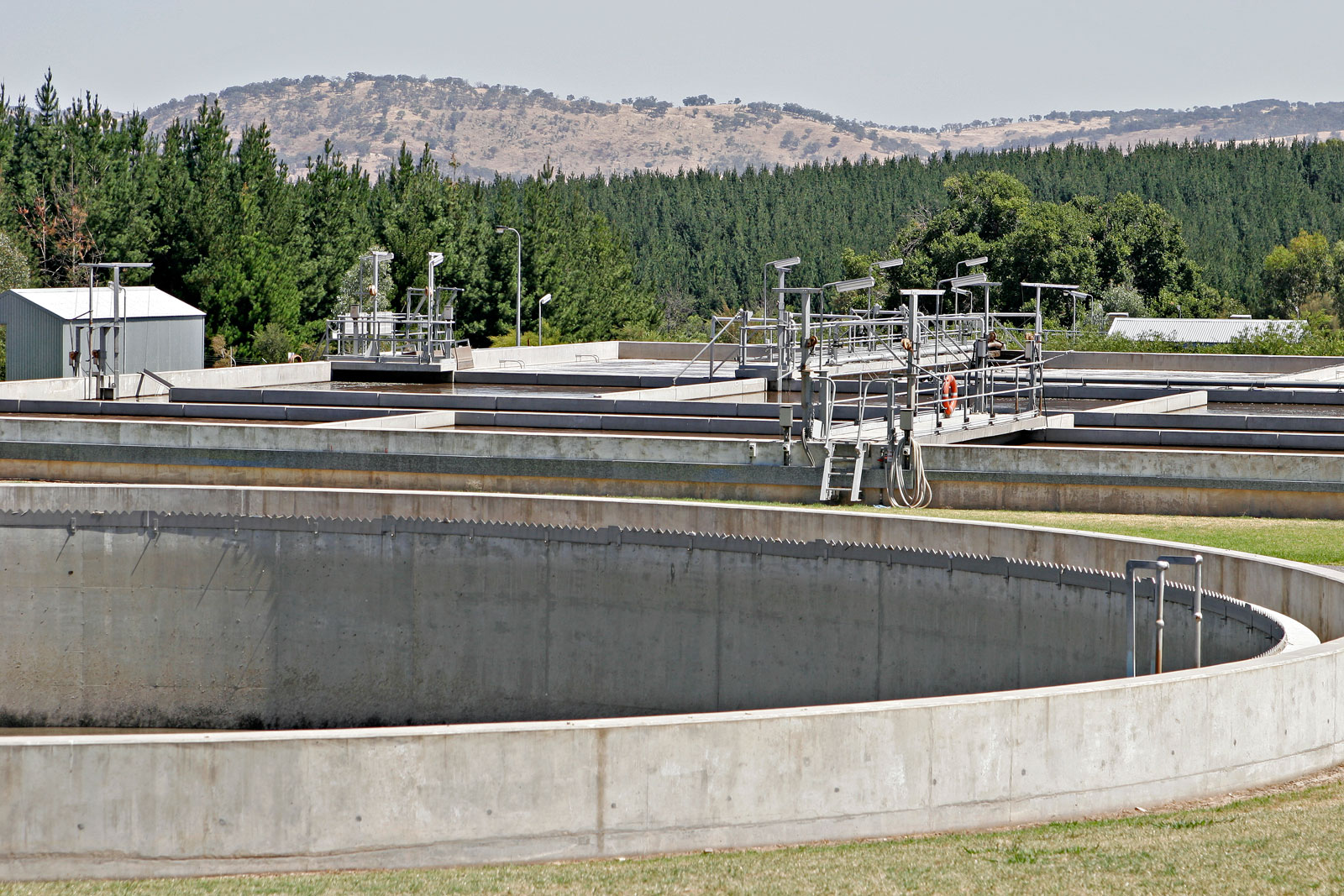
污水處理廠

水污染控制工程，是目标使其受纳水体的各项功能能符合有关方面要求所作的各类工作的总称。水污染控制工程按处理功能的对象，有接合了环境功能的水利设施、大型市政污水处理系统、中小城镇污水处理系统及工商业污水处理系统。
依處理的群組區分，則包括集中污水处理工程和分类污水处理工程。分类污水处理工程一般用于处理工厂排放的特定类型污水，含有工厂产生的具体有毒有害物质，需要用特别设计的工艺处理。集中污水处理工程主要用于集中处理城市生活污水，建造城市污水处理厂，主要处理对象为生活污水中含有的耗氧物质（指标为COD或BOD）、氮素（指标为铵盐、硝酸盐和亚硝酸盐）、磷素（指标为正磷酸盐和总磷）。另外还需要控制的指标有DO（溶解氧）、色度、恶臭、pH值、大肠杆菌数量和SS（悬浮固体物质）。
普通污水处理方法主要分三大类：物理方法（包括过滤、沉淀、紫外消毒等）、化学方法（臭氧氧化、氯气消毒等）、生物化学方法（厌氧生物法、好氧生物法等）。
一个典型的污水处理工艺流程为：进水、物理处理（格栅除渣、沉砂）、生物处理（厌氧法、好氧法）、物理处理（二次沉淀）、物理化学处理（紫外、臭氧或氯气消毒）及出水。生物处理环节去除掉污水中大部分的污染物，并降低色度，最后的消毒程序去除了大部分的致病菌，如大肠杆菌。

## 厌氧法
- 厌氧消化池
  - 化粪池
  - Imhoff Tank
- 现代高速厌氧反应器
  - 厌氧接触法
  - 厌氧滤池
  - 上流式厌氧污泥床(UASB)

## 好氧法
- 活性污泥法
  - 传统活性污泥法
  - 完全混合活性污泥法
  - 阶段曝气活性污泥法
  - 吸附-再生活性污泥法
  - 延时曝气活性污泥法
  - 高负荷活性污泥法
  - 纯氧曝气活性污泥法
  - 浅层低压曝气活性污泥法
  - 深水曝气活性污泥法
  - 深井曝气活性污泥法
- 生物膜法
  - 生物滤池
  - 生物转盘
  - 生物接触氧化法
  - 好氧生物流化床
  - 曝气生物滤池(ABF)
- 普通三段法A-A-O工艺
- 氧化沟
  - Carrousel氧化沟（卡鲁塞尔法）
  - Orbal氧化沟-同心圆式（奥贝尔法）
  - 交替工作氧化沟
  - 曝气沉淀一体化氧化沟
- 分批式间歇活性污泥法(SBR)
  - UNITANK
- 薄膜生物反应器(MBR)
- A-B吸附降解法（此种方法其实属于好氧法的一种，没有必要单独分类）

## 废水天然生物处理
- 稳定塘
  - 好养塘
  - 兼性塘
  - 厌氧塘
  - 曝气塘
  - 深度处理塘
  - 综合生物塘
- 土地处理
  - 慢速渗滤
  - 快速渗滤
  - 地表漫流
  - 湿地系统
  - 地下渗滤系统